# 黃榮燦
黃榮燦（1920年10月17日—1952年11月14日），筆名力軍、黄原、黄牛，中國木刻版畫家，臺灣白色恐怖時期受難者。他曾以版畫《恐怖的檢查》對二二八事件受難者表示同情，並在1952年因「吳乃光案」被中華民國政府情治人員逮捕並羅織叛亂罪名處死，終於2006年獲得中華民國政府平反恢復名譽。

## 創作生涯

### 抗戰期間
黃榮燦生於四川省巴縣（今屬重慶），在中國抗日戰爭初期就讀於西南藝術職業學校，組織木刻研究會，舉辦木刻壁報及習作展，1938年入學雲南省昆明市國立藝術專科學校，組織木刻習作社，深受魯迅的木刻運動與社會主義精神感召。1939年任中華全國木刻界抗敵協會昆明分會負責人。1941年至1943年間任《柳州日報》副刊木藝版主編。1942年加入國民政府軍事委員會政治部第三廳所屬演劇第五隊，參加慰問湘桂鐵路職工活動，間赴湖南省北部長沙會戰前線寫生。1943年3月17日於廣西省柳州市柳侯公園舉辦《前線寫生》畫展。同年出任中國木刻研究會桂區理事與柳州支會負責人，主編《木刻文獻》。5月，發起成立中國木刻用品合作工廠西南分廠。先任教於柳州龍城中學。1944年轉任廣西省宜山縣柳慶師範學校講師，教授木刻、雕塑、工藝。同年6月發生豫湘桂會戰，黃榮燦隨著「湘桂大撤退」經貴州回重慶。
1945年抗日戰爭結束，黃榮燦前往上海市《大剛報》任職，雙十節於重慶與友人陳煙橋等舉行九人木刻聯展，該展覽復由周恩來帶至延安展出。木刻版畫《搶修火車頭》刊登於該年美國《生活雜誌》，並有作品多件收錄於賽珍珠出版之《中國黑與白》（China Black and White）木刻集，作品《修鐵路》則於1946年收錄於《抗戰八年木刻選集》。
此期间多幅木刻作品被澳大利亚国家艺术馆、大英博物馆、美國紐約州漢密爾頓市柯蓋德大學艺术馆、國立臺灣美術館收藏。

### 臺灣期間
1945年冬天，黃榮燦通過教育部赴臺教師招聘團考試錄用，由南京市經香港抵達臺北。次年元旦，於臺北舉辦個人畫展。繼之出任《人民導報》副刊主編，創辦新創造出版社、東寧出版社與《新創造》、生活·读书·新知三联书店臺湾分社、《生活周刊》雜誌，出版所著《木刻創作法》，並於臺灣各大報刊如《臺灣新生報》、《臺灣文化》等撰文介紹中國新興木刻、提倡新現實主義美術與引介作家，也曾於臺灣省編譯館工作。
1947年二二八事件爆發，擔任《人民導報》編輯的黃榮燦偷作一幅《恐怖的檢查》木刻，兩個月後發表在上海《文匯報》。黃榮燦後將此畫送給魯迅生前的日本友人內山完造的弟弟內山嘉吉，最後收藏在日本神奈川縣立近代美術館。
1948年9月，經木刻運動同志朱鳴岡之推薦，黃榮燦獲聘至臺灣省立師範學院藝術系（今國立台灣師範大學美術系）擔任講師，教授素描、水彩和版畫。台灣雕刻家楊英風、水墨畫家葉世強都是他的第一屆學生。
黃榮燦曾參與1948年四六事件的學生社團「麥浪歌詠隊」，也曾因資助舞蹈家蔡瑞月被捲入其案。黃榮燦也十分敬重台灣作家楊逵，經常到楊逵位於台中的住家農場「一陽農園」作客，還為他創作一張版畫作品。此外，黃榮燦對臺灣原住民文化感好奇，多次前往蘭嶼、綠島寫生、取材、記錄風俗民情。

## 受難

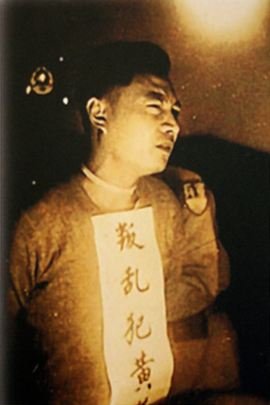
1952年受刑前的黃榮燦

1951年，黃榮燦受「中共中央政治局南華分局潛台組織吳乃光等案」所牽連，惹上殺身之禍。吳乃光1941年在安徽加入中國共產黨，為中共組織農、工、學運小組。1946年抵達台灣時，吳乃光曾短暫居住在黃榮燦、朱鳴岡等多位藝術家位於台北市北門町的住處。吳乃光後來前往嘉義農業職業學校任教，因病離職後又到屏東經營「愛智書店」，繼續從事宣傳活動，遭到親友檢舉，屏東憲兵隊循線逮捕吳乃光。

據吳乃光供述，中共華南局指示他聯繫黃榮燦，請他以不定形式策動學運，於是國防部軍法局擴大偵辦。1951年12月1日，黃榮燦在臺灣師範學院第六教職員宿舍被逮捕入獄，政府還誣指他到蘭嶼寫生乃「為中共勘查地形，以便共軍登陸」。1952年9月8日，國防部軍法局檢察官張益群根據「参加中共外围组织木刻协会」、「從事反動宣傳」等多項指控，依《懲治叛亂條例》第2條第1項（俗稱二條一）、《刑法》第28條（共同正犯）起訴黃榮燦：
被告黃榮燦早於二十八年（1939年）參加匪幫外圍組織「木刻協會」，擔任全國木協理事……三十四年（1945年）來台充任人民導報畫刊南虹主編……後假文化宣傳為名，先後參加「麥浪歌詠隊」、「自由畫社」、「蔡瑞月舞踊團」及「馬思聰音樂演奏會」等作反動宣傳，並以吳乃光為新創造出版社職員，藉以掩護工作……（意圖破壞國體、竊據國土或以非法之方法變更國憲、顛覆政府，而著手實行者）

——張益群，〈國防部（41年度）防院起字第064號起訴書〉
除了吳乃光、黃榮燦以外，同案遭起訴者尚有陳玉貞（吳乃光女友、屏東師範學校教員）、郭遠之（吳乃光同事、嘉義農業職業學校教員）、張南（吳乃光友人，新生報記者，吳乃光捐募）、柯發仁（國民兵隊隊附，為吳乃光覓址開設書店）、張吉甫（第一屆國民大會代表），總共六人。1952年9月12日，國防部軍法局法官李重嚴、尤雄章、解寄寒做出初審，其中黃榮燦、吳乃光、陳玉貞、郭遠之四人獲判死刑、褫奪公權終身：
被告吳乃光、郭遠之、黃榮燦、陳玉貞等人四名於民國三十四年（1945年）來台之前，即在大陸各地先後參加共匪叛亂組織，從事赤色宣傳。來台後復分別潛伏文教機關，發表反動言論，毒化青年學生，繼續為匪工作，應構成「意圖以非法之方法顛覆政府，而著手實行」之罪，擬各處死刑。

——李重嚴、尤雄章、解寄寒，〈國防部（41年度）防隔字第0106號裁判書〉
另外同案張南獲判有期徒刑15年，柯發仁交付感化3年，張吉甫無罪。審判歷時2個月，經參謀總長周至柔、總統府參軍長桂永清、總統府第二局局長車蕃如、總統蔣中正批准之後，11月11日會審終結，同月14日黃榮燦在水源地刑場被槍決。

## 身後

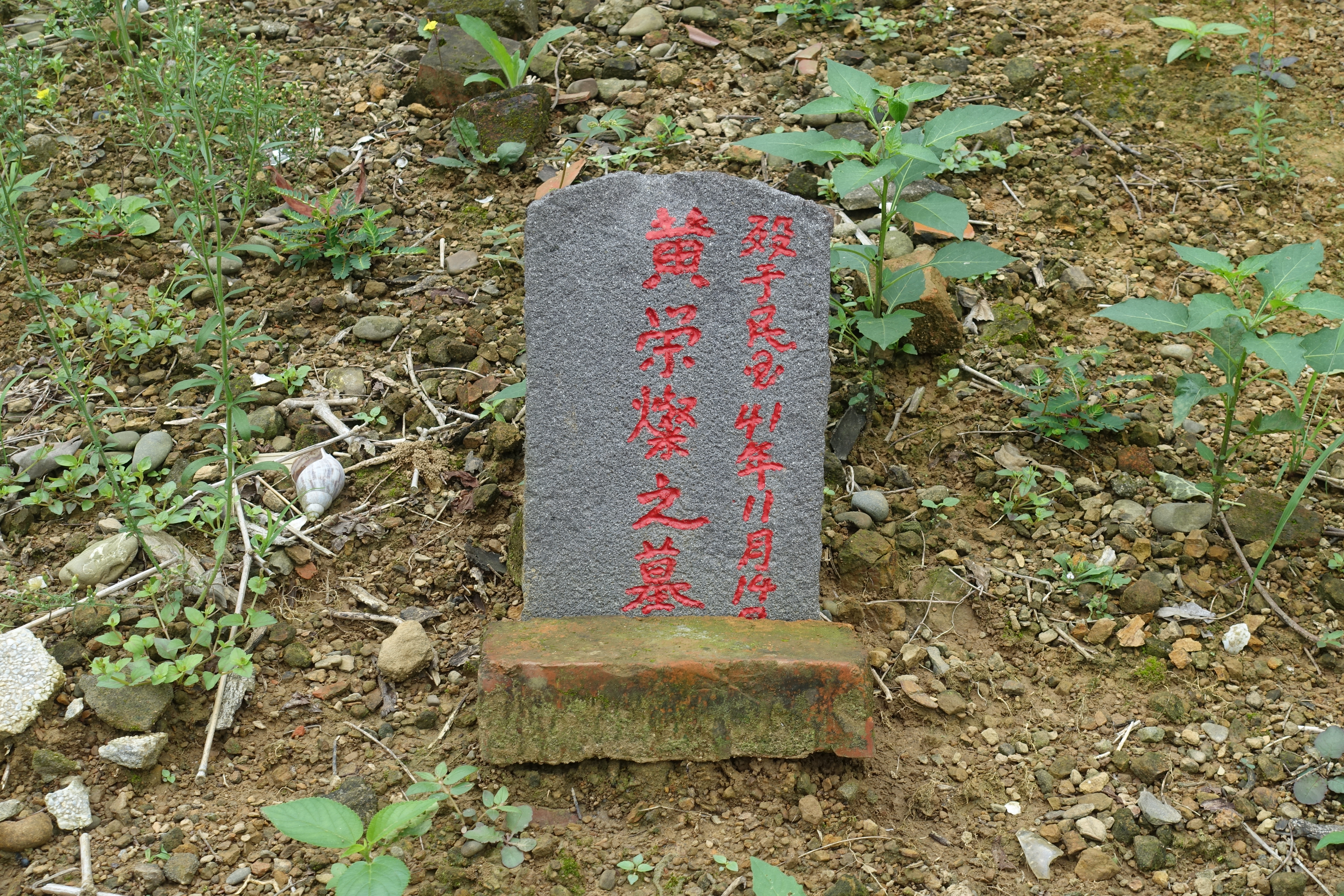
黃榮燦之墓，位於台北市六張犁戒嚴時期政治受難者墓園

黃榮燦的墓葬位於六張犁亂葬崗。直到1993年5月28日曾梅蘭尋找受難兄長徐慶蘭的墓碑時，意外發現黃榮燦的墓碑。
2006年，黃榮燦的姪女依據《二二八事件處理及補償條例》向中華民國政府申請賠償。
國立台灣藝術大學教授梅丁衍是最早研究黃榮燦藝術成就之藝術家；1996年，他為第二屆「二二八紀念美展」創作《向黃榮燦致意》，2003年又創作《燦柱》。
台灣最年輕政治犯、紀錄片導演洪維健多年研究尋訪黃榮燦的作品與文獻，走訪上海、成都、日本，多方蒐集文史資料後，拼湊出黃榮燦一生當中的幾個重要時期及版畫，拍成紀錄片《從二二八到六張犁：黃榮燦的悲情城市》。2012年9月洪維健策劃「黃榮燦紀念特展──黃榮燦的悲情城市」，在臺北二二八紀念館展出，並邀請黃榮燦當年的學生——畫家塗炳榔與蕭仁徵出席開幕記者會，一同緬懷追思。
2013年2月28日，黄荣灿的遗作开始在嘉義市二二八紀念館展出。
2013年10月18日至2013年10月27日，《黄荣灿生平与作品回顾展》在上海鲁迅纪念馆展出。
2013年10月，黄荣灿的亲属黄俭编著《海峡两岸的记忆——中国新兴木刻运动先行者黄荣灿》（ISBN 9787220090219），书中记述了黄荣灿的一生，附录有已知黄荣灿的文章、作品目录。

## 爭議
2013年中共於北京建設無名英雄廣場，黃榮燦名列於第十六組，為「隱蔽戰線戰士」。2016年，台灣媒體人徐宗懋投稿《中國時報》，宣稱黃榮燦曾為中共江蘇省委宣傳部長，指出他在《人民導報》時與蘇新、陳文彬、吳克泰等人接近，為共產黨員，並指其乃受命來台。台灣新聞界學者吳統雄分別透過Disqus和臉書向徐宗懋本人、導演洪維健求證，徐宗懋並未回覆，而洪維健指出中共雖認黃榮燦為共產黨員，但未聞擔任幹部。
又根據當年同為木刻協會會員吳步乃的回憶，指黃榮燦非中共黨員。2002年《黃榮燦和他的時代》座談會中，同為當時《人民導報》記者的吳克泰也表示黃榮燦絕對不是共產黨員。

## 外部連結
- 台灣新文學史-陳芳明教授主講-【黃榮燦】 （页面存档备份，存于）